# شهرستان ووکوف
شهرستان ووکوف (به لهستانی: Powiat Łuków) یک شهرستان در لهستان است که در استان لوبلین واقع شده‌است. شهرستان ووکوف ۱٬۳۹۴٫۰۹ کیلومتر مربع مساحت و ۱۰۸٬۳۹۳ نفر جمعیت دارد.